# Ideaal gas
Een ideaal gas is een hypothetisch gas dat precies aan de algemene gaswet voldoet. Een ideaal gas bestaat uit atomen die een te verwaarlozen ruimte innemen en waartussen te verwaarlozen krachten bestaan, behalve bij botsingen. Alle botsingen tussen de atomen onderling en tussen atomen en de wanden zijn perfect elastisch, aangezien de atomen geen mogelijkheid hebben energie op te slaan (behalve kinetische energie). Een ideaal gas is een goede benadering voor reële verdunde gassen.
De idealegaswet werd door Van der Waals verfijnd, hetgeen leidde tot de vergelijking van Van der Waals, een toestandsvergelijking waarin ook het volume en de aantrekkingskracht van de atomen in beschouwing worden genomen.
Bij lagere temperaturen en hogere dichtheden kan het nodig zijn dat effecten van kwantummechanische statistiek belangrijker zijn dan die van wisselwerkingen. In zulke gevallen wordt het concept van het ideale gas uitgebreid tot dat van een fermigas of een bosegas, waarin de eigenschappen van de afzonderlijke atomen, anders dan bij een ideaal gas en bij een Vanderwaalsgas, wel degelijk een rol spelen.
De idealegaswet legt als volgt een verband tussen fysische omstandigheden:
{\displaystyle p\cdot V=n\cdot R\cdot T}
waarin
- p de druk is van het gas
- V het volume is waarin het gas zich bevindt
- n het aantal mol is van het gas
- R de gasconstante is
- T de temperatuur is van het gas (in kelvin).

Het product van druk (p) en volume (V) resulteert in een hoeveelheid energie (E). Gegeven het feit dat voor druk geldt dat p = F / A (kracht per oppervlak) en dat voor arbeid geldt dat W = F · x (kracht maal verplaatsing), dan kan dit als volgt worden afgeleid: p · V = (F / A) · V = ((W/x) / A) · V = (W/V) · V = W. Volgens het arbeid/energie-theorema is arbeid de overdracht van energie. QED.
Aangezien R = kB NA, de gasconstante is de boltzmannconstante maal de constante van Avogadro, kan dit ook geschreven worden als
{\displaystyle p\cdot V_{m}=N_{A}\cdot k_{B}\cdot T}
de Vm staat hier voor het volume per één mol van die stof.